# Goswin (Polen)
Goswin war ein polnischer Bischof im 11. oder 12. Jahrhundert.
Er wurde nur im Nekrolog des Klosters St. Vinzenz in Breslau mit dem Todesdatum 5. April genannt. Er könnte Bischof von Lebus, von Posen oder eines anderen Bistums gewesen sein.